# Babu Ghat
 (janvier 2018).
Si vous disposez d'ouvrages ou d'articles de référence ou si vous connaissez des sites web de qualité traitant du thème abordé ici, merci de compléter l'article en donnant les références utiles à sa vérifiabilité et en les liant à la section « Notes et références ».
Babughat (ou Baboo Ghat; en bengali: বাবুঘাট) est une série de larges marches descendant en gradins (un ‘ghat’) vers le fleuve Hooghly, à Calcutta (Inde), et précédées d’un pavillon d’entrée de style colonial. Située immédiatement au nord du Maïdan et en bordure du fleuve, il est doublé de Chandpalghat (un peu plus au nord) d’où partent les ferries traversant le Hooghly pour Howrah. Construit en 1830, Babughat est un des plus anciens des nombreux ghats de la ville de Calcutta. Il a donné son nom au quartier environnant.

## Histoire
Appelé à l’origine ‘Babu Raj Chandra ghat’ il portait le nom du mari de Rani Rashmoni, zamindar de Janbazar. Rani Rashmoni le fit construire comme service d’utilité publique en 1830, en mémoire de son défunt mari. Le haut portail avec pavillon d’entrée, aux impressionnantes colonnes doriques, sont de style gréco-classique. Une plaque commémorative rappelle que William Bentinck encouragea la construction de Babughat comme initiative contribuant à l’hygiène publique. Babughat est le deuxième ghat construit à Calcutta.

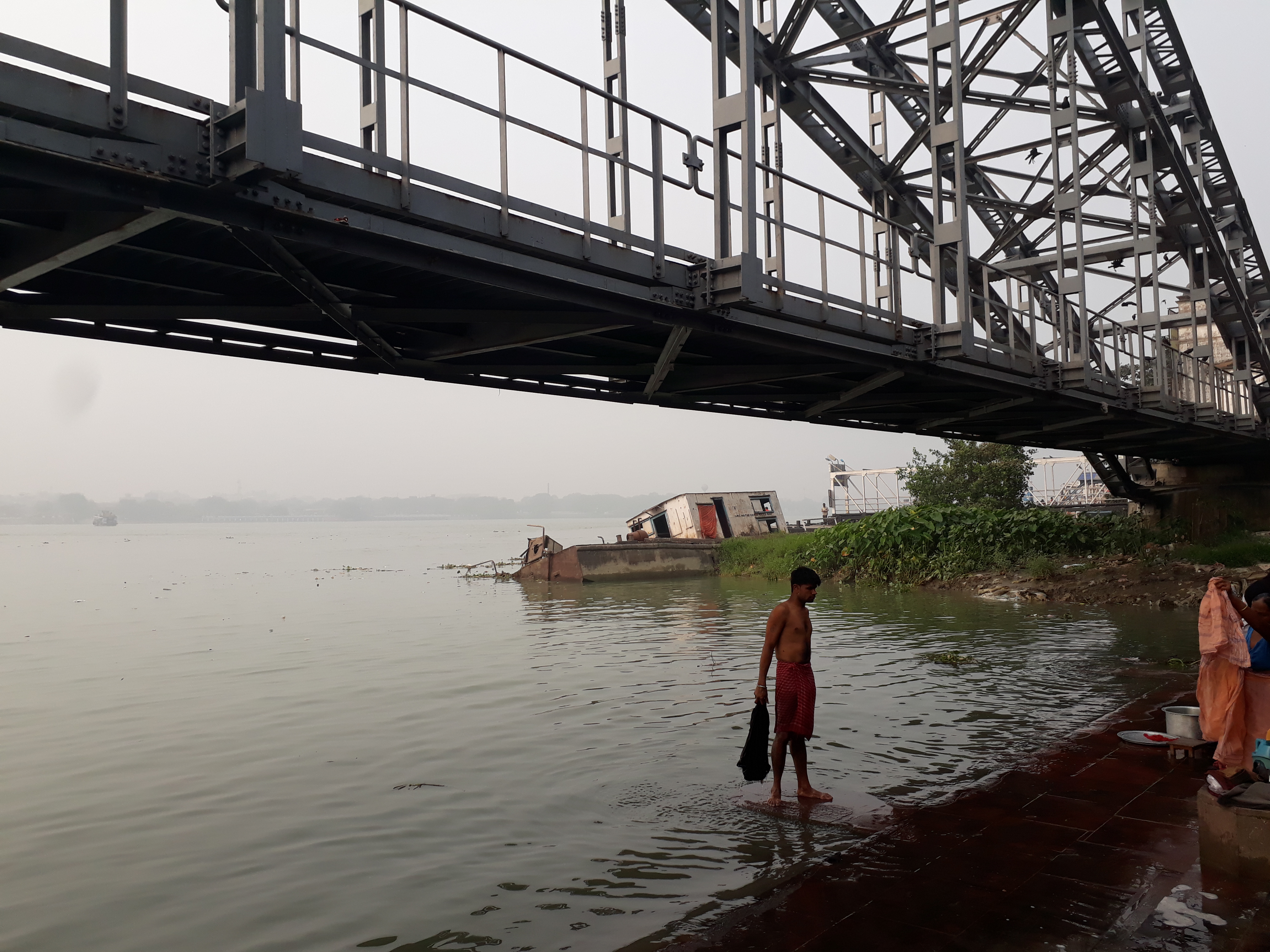
Du côté rivière les ghats passent sous une voie de chemin de fer.

## Description
Le ghat est envahi en permanence, du matin au soir, d’une foule de personnes qui y font leur toilette, lessive ou encore exécutent diverses cérémonies religieuses (le Hooghly étant un des bras du Gange, fleuve sacré). Les escaliers passent sous la voie ferrée de la ligne ferroviaire circulaire entourant la ville de Calcutta. Le pavillon ouvert à tous vents abrite de vendeurs de fruits, légumes et bricoles de toutes sortes. 
Babughat est particulièrement animé lors des fêtes religieuses de ‘Durga puja’ (octobre) ou ‘Saraswatî puja’ (janvier) lorsque les idoles y sont amenées des divers quartiers de Calcutta pour leur immersion dans le Hooghly.
Le ghat a donné son nom au quartier qui est un lieu de passage densément fréquenté par voyageurs divers venant de la gare de Howrah (par le Chandpalghat) ou d’autres ghats bordant le fleuve, ou en partance vers la banlieue ou les états voisins du Bengale (Jharkhand, Odisha, Bihar), Babughat étant également une importante gare de bus sur le Strand road. La ligne circulaire de chemin de fer, avec gare à Eden Gardens, apporte son lot de passagers également.
La proximité d'Eden Gardens (le plus important stade de cricket de Calcutta) , Netaji Indoor Stadium (stade couvert et climatisé), l’assemblée législative du Bengale-Occidental, La ‘Calcutta High Court’ (Haute cour de justice), le ‘Writers’ building’ (secrétariat du gouvernement du Bengale-Occidental) à B.B.D. Bag, et d’autres font que le quartier reste animé en permanence: le trafic de piétons et passagers est intense, à toute heure de la journée et même de la nuit.